# خوئنخاهایزن
گوئنگوهویزن (به هلندی: Goëngahuizen) یک منطقهٔ مسکونی در هلند است که در اسمالینگرلاند واقع شده‌است. گوئنگوهویزن ۵۸ نفر جمعیت دارد.